# Bánya-patak
Bánya-patak är ett vattendrag i Ungern.   Det ligger i provinsen Pest, i den nordvästra delen av landet, 50 km norr om huvudstaden Budapest.